# Brovinje
Brovinje is een plaats in de gemeente Raša in de Kroatische provincie Istrië. De plaats telt 91 inwoners (2001).